# Smrekari
Smrekari su pogranično naselje u Hrvatskoj u sastavu Grada Čabra. Nalaze se u Primorsko-goranskoj županiji. 

## Zemljopis
Nalaze se zapadno od obale rijeke Čabranke. 
Sjeverozapadno su Podstene i Fažonci, sjeverno-sjeverozapadno je Zamost, sjeveroistočno je Slovenija, a u Sloveniji Sela i Osilnica, onda na sjeveroistoku opet slijedi Hrvatska i naselje Hrvatsko, jugoistočno su Hrib i nacionalni park Risnjak, jugozapadno je Gerovo, sjeverozapadno su Mali Lug i Smrečje.

## Stanovništvo
| broj stanovnika | 50    | 33    | 22    | 16    | 28    | 31    | 22    | 21    | 33    | 34    | 23    | 19    | 13    | 21    | 15    | 9     | 6     |
|                 | 1857. | 1869. | 1880. | 1890. | 1900. | 1910. | 1921. | 1931. | 1948. | 1953. | 1961. | 1971. | 1981. | 1991. | 2001. | 2011. | 2021. |